# 弓騎兵

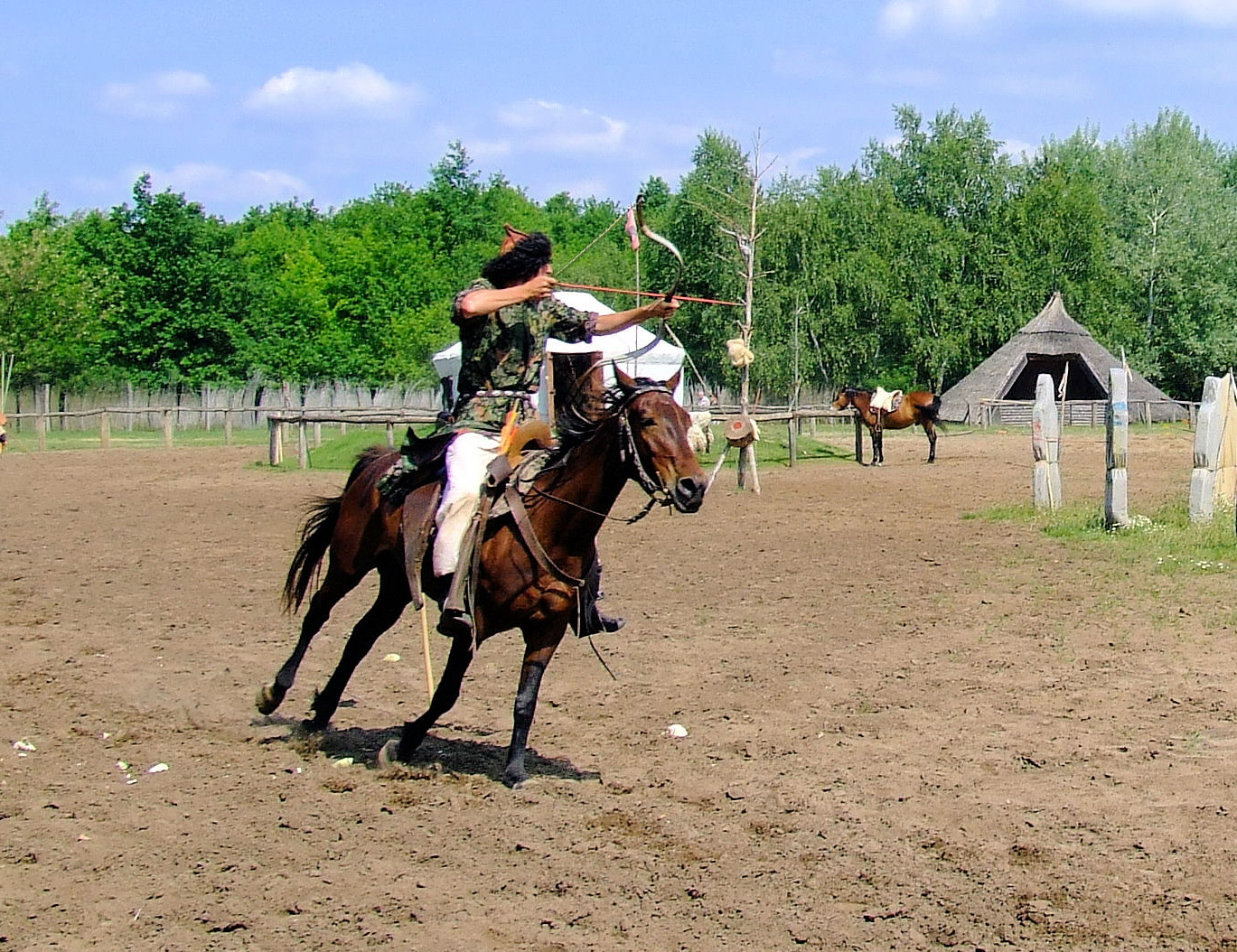
匈牙利的弓騎士

弓骑兵是一种陆军兵种，以骑乘动物作为移动手段，使用的武器为弓箭。弓骑兵有可能是最早出现的骑兵兵种。

## 環境與文化
北方草原氣候適合草生長，加上地勢平坦，使蒙古、南俄羅斯等地盛產馬匹，且因歐亞草原的氣候不利農耕，雨量不穩定又有霜害，令牧草經常不足以維持牲口的生存，故實行騎馬驅趕牲口的游牧制。
由於需要經常遷徙又無其他自然資源可利用，遊牧民族無法發展如冶鐵之類方便生活的科技，也無法自給自足，需要向定居的農業民族獲取所需，因此掠奪對游牧民族是一種經濟活動，他們入侵他國皆為搶奪物資，並非佔領土地。
由於生活條件嚴峻，遊牧民族發展出一套現實有效率的倫理觀，寡婦會直接由丈夫兄弟或其他男人接手以利繁延後代；另外他們貴壯賤老，年邁的老人被視為沒用的拖油瓶，能狩獵及充當戰力的年輕人才有地位。

## 武器

### 複合弓
複合弓由三部份組成木、角、腱。未上弦線的複合弓向外彎曲弓背（面向目標的一面）為木製。弓背亦包括三部份：一對弓臂及一個弓弝，木製部份大多採用槭樹、楓樹、山茱萸或桑樹，或同時採用多種木材。
弓面（面向射手的一面）為角製的，角被來加強弓臂應力。遊牧民族會選用水牛角或盤羊角。由於水牛的角相對於其他動物的角比較有彈性，而且較長，所以兩者以水牛角最受遊牧民族歡迎。
遊牧民族會用魚膠將動物的腿後腱（來自牛、鹿等）黏在木製的弓背部份，相對角面的應力，筋面增強拉力兩相平衡。原因是腱像橡皮圈，經拉扯後能夠迅速地回到本來位置，大大加快箭的飛行速度。
一對木製弓臂的末端裝有弓弰。大部份史家認為這是匈奴人的發明，弓弰增強弓弦的蓄勢及減低需要拉弦的力，加強弓弦拉距，使經複合弓發射的箭有更強的殺傷力。

### 劍
劍，大致上發展分為兩方面。一方面劍的長度愈來愈長，另一方面劍身愈來愈彎。
公元前七世紀的時候，在斯基泰族相當流行的斯基泰短劍，長度大致在三十五至七十厘米之間。及至公元前三世紀至二世紀期間，斯基泰人比較常用超過一米的劍。薩爾馬提亞人所使用的劍，比斯基泰短劍長，約五十至六十厘米，考古學家甚至曾經發現超過七十厘米的劍。斯基泰短劍及薩爾馬提亞人的劍都是直刃劍。
匈奴騎兵鍾愛他們使用的雙手雙刃劍。因為目前尚無實質證據證明匈奴騎兵使用馬刀，所以現在只能假設匈奴騎兵只使用雙刃劍。
亞瓦爾人、貝格人及馬札兒人都喜愛使用單刃劍。亞瓦爾人會拒絕接受其他部落所納貢的雙刃劍，馬札兒人的單刃劍有微彎的握把，方便騎弓手拔劍。後來彎刀愈來愈普及，蒙古及土耳其的騎弓手普遍使用彎刀，每個蒙古騎弓手均會配備一把匕首。

### 標槍及騎槍
斯基泰的騎弓手會攜帶標槍作戰。標槍分兩種：一種用來刺殺敵人，另一種用來投擲以攻擊敵人。刺殺用的標槍長度大多約2－3米，投擲用的標槍長度較短。
薩爾馬提亞的騎兵以使用騎槍聞名於世，一些重裝騎弓手亦獲配備騎槍。起初重裝騎弓手使用騎槍，名叫「longche」（希臘語）或「hasta」（拉丁語）。後來他們使用長度較長、重量較重的重騎槍。這種重騎槍即是著名的「kontos」（希臘語）或「contus」（羅馬語），圓形直徑約3厘米，長度至少達到3米，有些重騎槍甚至長達4.5米。由於這種重騎槍的重量不輕，騎弓手必須以雙手揮動它。
匈奴騎兵並不使用重騎槍，他們使用有細長且三角形矛頭的騎槍。亞瓦爾的騎弓手採用源自法蘭克人的騎槍。蒙古的重裝騎弓手使用長約3.66米（12尺）的騎槍，在接近刀刃及槍柄的交接處有一個鉤，用來將敵對騎兵扯下馬。騎槍是蒙古重裝騎弓手的主力兵器，輕裝弓騎手則攜帶標槍輔助複合弓作戰。

### 套索及其他武器
套索是遊牧民族日常生活的一部份，牧民使用套索控制牲口。牧民缺乏兵工廠的設施，因此當地騎弓手就地取材，使用套索作戰。所有中緯度草原的騎弓手都有這種做法。 
斯基泰的騎弓手使用一種名為薩格里斯的戰斧。薩格里斯的刃跟斧柄成九十角度，很像現代的冰斧。較貧窮的蒙古騎弓手負擔不起昂貴的刀及劍，會使用戰斧作戰。由於後來頭盔及盔甲相當普及，馬札兒騎弓手及蒙古重裝騎弓手獲配備戰鎚。

## 防具

### 盔甲及保護衣物
斯基泰人中，只有貴族或富有的人能夠買得起胸甲。這些高級的胸甲是鱗甲（scale），在生牛皮上縫上魚鱗狀的青銅或鐵片製成。斯基泰的貴族會向希臘人購買希臘式的胸甲，塞爾特人在公元前3世紀穿鎖子甲（maile），現今學界公認塞爾特是最早穿鎖子甲的民族。雖然如此，一個公元前5世紀斯基泰人的墓中有遺物鎖子甲，反映貴族弓騎手很久以前已經穿著這款比板甲舒適的盔甲。一般弓騎手甚少穿盔甲，通常只穿波斯式長袍。斯基泰的長袍受波斯文化的影響，有鮮豔奪目的刺繡。
薩爾馬提亞人面對同樣的問題，配備盔甲的規模卻比斯基泰人大。一般弓騎手穿皮製鱗甲或軟皮甲（Soft leather armour），甚至會在皮製鱗甲的胸部加上鐵或青銅片來提升防禦力。公元前1世紀起，薩爾馬提亞人從羅馬共和國（公元前27年起稱羅馬帝國）引入了鎖子甲。薩爾馬提亞的重裝弓騎手通常混合穿著鎖子甲及皮製掛甲，胸部穿鱗甲，四肢穿鎖子甲。另外下擺亦為鎖子甲，鎖子甲在公元2世紀時期逐漸取代鱗甲。同時，薩爾馬提亞的弓騎手開始穿著馬蹄製的鱗甲，彌補缺乏金屬及熔爐的缺陷。西羅馬帝國滅亡後（公元453年），金屬製的鱗甲及新興的鎖子甲，在薩爾馬提亞的弓騎手中愈來愈多普及。薩爾馬提亞重裝弓騎手（通常用重騎槍作戰）的坐騎配備金屬鱗甲覆蓋軀幹部份。後來連坐騎的脛部亦穿著鱗甲。
由於匈奴人、亞瓦爾人及馬扎兒人向西遷徙至歐洲，他們的盔甲富有中東色彩。尤其是亞瓦爾人及馬扎兒人的綴甲是由條狀的金屬或皮革連綴而成。這種盔甲在中東及亞洲地區非常流行。一般匈奴的弓騎手會在肩部穿綴甲及棉墊甲（padded armour）或軟皮甲（Soft leather armour）。西羅馬帝國亡後，鎖子甲在草原民族中愈來愈流行。亞瓦爾及馬扎兒的騎弓手除穿綴甲、護心鏡（mirror）、皮胸罩（brassier）外，也穿歐式鎖子甲（hauberk）。亞瓦爾的騎弓手會在盔甲外穿土耳其斯坦樣式（Turkestani cut）的毛氈長袍長袍邊緣有以絲線繡成的花紋。
蒙古重裝弓騎手穿鎖子甲，另穿牛皮製胸甲或金屬製掛甲。或穿綴上金屬鱗甲的土耳其長袍，輕裝弓騎手只穿充滿填塞物或加有軟襯料的外套、皮製掛甲，甚至不穿盔甲。成吉思汗在第一次征戰西夏後（公元1207年），發覺由中國傳入的絲綢的柔韌度很高。他下令所有士兵必需穿絲製內衣，自此絲製內衣成為蒙古弓騎手的軍服一部份。由於箭鏃不易穿過絲製內衣，令箭鏃容易被拔出，避免傷口因拔箭而增大。
雖然蒙古弓騎手跟斯基泰弓騎手一樣穿土耳其（波斯）式長袍，但他們的長袍較樸實，沒有花巧的刺繡。

### 頭盔
只有斯基泰貴族或富有的斯基泰人才買得起頭盔，希臘的科斯林頭盔非常受斯基泰人歡迎。由於科斯林頭盔的設計阻礙視野，斯基泰人一般割去頭盔的下半部。一般的騎弓手戴尖頂的毛氈帽，這種帽子跟色雷斯人的毛氈帽差不多，能夠保護頭部、耳部及頸部。
薩爾馬提亞人跟斯基泰人一樣，從位於黑海海岸的希臘人殖民地博斯普鲁斯王国購買希臘式的頭盔。由於薩爾馬提亞人屢次在羅馬帝國國內掠奪，常與羅馬人接觸，他們會戴塞爾特及伊特魯里亞－意大利式的頭盔。公元前一世紀起，薩爾馬提亞人開始使用一種新式的頭盔，即鋼箍盔，附有面甲及皮製護頸，有些裝有護鼻。薩爾馬提亞人的所使用的鋼箍盔跟諾曼人的鋼箍盔沒有太大分別。因此薩爾馬提亞人在頭盔方面可能受諾曼人的影響。
匈奴的貴族戰士會戴在頂上裝有尖刺的頭盔，後世著名的例子是德國普魯士的尖頂盔。佩戴匈奴人的尖頂盔可不分前後，有些匈奴人的頭盔裝有護鼻。另外，匈奴的騎弓手也使用星形盔，很可能由歸附匈奴的亞蘭人傳入。
蒙古重裝騎弓手會戴圓錐形的頭盔，外形就像一頂圓錐帽。有些頭盔的頂尖上有碗狀物，蒙古的頭盔比其他國家的輕便，只有包著頭顱的部份用金屬製，護頸及頸甲部分是皮製（輕裝蒙古騎弓手戴傳統附有護耳的皮帽子）。

### 盾牌
斯基泰的騎弓手使用柳條牌，盾牌蒙上一塊皮革，加強防禦力。柳條牌有方形、圓形及橢圓形。因為斯基泰的騎弓手甚少作近身作戰，柳條牌的體積造得很小。斯基泰的騎弓手作戰時，將柳條牌掛在背上，騰出雙手射箭。
假如薩爾馬提亞人的重裝騎弓手配備重騎槍，他們甚少攜帶盾牌上戰場。原因是薩爾馬提亞人的重騎槍又長又重，需要雙手才能夠靈活運用，騰不出單手緊握盾牌，盾牌多為輕裝騎弓手使用。
蒙古重裝騎弓手亦配備一個小圓盾，避免因盾牌過重而減低機動力。至於輕裝騎弓手甚少配備盾牌，這是因為成吉思汗麾下蒙古軍非常講究行軍迅速，所以騎弓手會盡量不攜帶重型的裝備。

## 馬

### 坐騎
首匹亞州騎乘用馬是普魯瓦斯基氏馬，馬的高度（地面至肩膀）約一百二十厘米至一百四十厘米。遠古時代的草原弓騎手騎普魯瓦斯基氏馬四出掠奪。普氏馬的適應能力很高，這種草原馬不但擁有厚厚的毛皮，而且懂得在雪地尋找食物。因此能夠在中緯度草原生存。另一方面，普氏馬的馬蹄十分堅硬，沒有跛足的問題。
草原的牧民與在草原南方的綠洲聚居地有來往。當地馬匹例如卡拉拜爾馬及阿克哈-塔克馬比普氏馬高及敏捷。牧民購買綠洲馬匹與普氏馬配種，以培育出一些既適應能力高且快的品種。為了得到強壯高大的戰馬，牧民亦購買古代著名的尼西亞馬與普氏馬配種。

### 馬具
早在公元四千年前，古人已經使用馬嚼口及馬銜鐵駕馭馬匹。在遠古時期，人在馬背上蓋上一張毛氈或厚布，令騎馬時更舒適。斯基泰的騎弓手最早使用金屬馬嚼口及圓環馬銜鐵。此外，他們最早騎坐馬鞍作戰。 
首個有骨架的馬鞍由薩爾馬提亞人發明。有骨架的馬鞍在騎術方面承先啟後的作用。因為馬鐙能夠穩固地吊在它上，所以它促成馬鐙的發明。有些突厥蒙古裔的部落住在中緯度草原及中國交接處一帶，馬鐙很大機會是他們發明。考古發現證實撒爾馬提亞人在公元一世紀已使用馬鐙。 
不過，騎弓手開始使用馬鐙的時間可能更早。在一個公元前四世紀斯基泰族的飾物上，兩個人屈曲雙腿騎馬。因此斯基泰的弓騎手可能在公元前四世紀已經腳踏馬鐙作戰。匈奴單于阿提拉的弓騎手尚未普遍使用馬鐙，直至亞瓦爾人在六世紀末崛起，金屬馬鐙才被他們大規模使用，此後成為騎弓手的常規軍備。
弓騎手不在馬蹄釘上馬蹄鐵。他們的坐騎有十分堅硬的馬蹄，不需要馬蹄鐵的保護。加上草原的地勢並不崎嶇，冬天時當地有厚厚的積雪，馬蹄鮮有機會受損。

### 後備坐騎
弓騎手為了加強機動力，一般會帶同四匹或以上後備坐騎行軍。弓騎手會在一天內換數次坐騎，使每匹坐騎得到充份的休息。因此弓騎手的機動力很高，善於突襲。馬札兒人以突襲為主要戰術，常常毫無徵兆下攻擊歐洲人聚居地。成吉思汗將弓騎手的機動力發揮至最高，每名蒙古弓騎手有五匹坐騎。在西征中東的時候，每名蒙古弓騎手更有八匹坐騎。令敵人往往措手不及。

## 戰鬥技巧

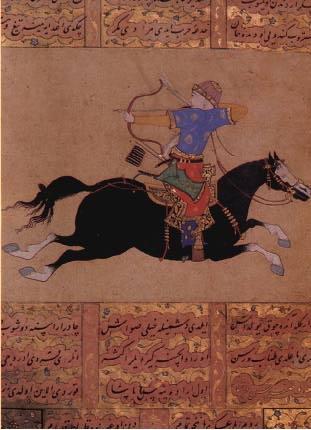
一位骑弓手在拉弓射箭的同时驾驭马匹。

### 騎射
因為馬匹的移動及地面的不平坦造成顛簸，所以影響騎射的準確度。騎弓手會趁坐騎四腳離地才放箭，將影響減至最低。另一方面，由於箭有一定的重量，箭飛行一段短距離後會向下。因此騎弓手向天空射箭，一般是箭與地面成45度角，讓箭飛行時呈拋物線，再垂直地擊中目標。
大草原的騎弓手採用拇指拉弦法（蒙古式拉弦法）。騎弓手拇指扣著弓弦去拉弦發射弓箭。大草原的騎弓手通常將弦線拉至胸部才鬆開弦線，蒙古的騎弓手更將弦線拉至耳朵發射弓。

### 騎術
就騎射而言，騎術與箭術同樣重要。當騎弓手拉弓射箭時，雙手不能緊持韁繩控制坐騎，有些武器也需要雙手使用，例如蒙古人的套馬桿。因此騎弓手精於騎術，甚至懂得不使用韁繩及利用馬鬃駕馭坐騎。此外，馬有跟隨其他馬匹的天性，即使是敵方馬匹，弓騎手具有兼顧作戰及控制馬匹的能力。

### 回馬箭
騎弓手具備速度與箭術，回馬箭是他們常用的戰術。他們首先詐逃，逃至特定地點後突然轉身放一記回馬箭。這對正在追趕「敗軍」而鬆懈下來的敵人非常有效。回馬箭戰術通常與伏兵互相配合，威力很大，能擊退數倍於己的敵人。使用回馬箭擊退敵人最著名的例子是在卡雷一役中的帕提亞弓騎手。

## 弓騎手的戰術
弓騎手的機動力很高，戰術與機動力息息相關弓騎手善用詐逃、突襲、及箭術。他們通常發起遠距離攻擊，然後藉速度撤退得無影無蹤，直至確定己方可以戰勝敵軍才大規模攻擊對手。除此之外，由於馬的奔跑速度很快，弓騎手能夠在戰場上快速轉變陣形，包圍敵軍。

### 弱點
由於弓騎手追求以高機動力戰勝對手，盔甲對弓騎手而言是累贅。因此一般弓騎手都只穿小量盔甲，甚至不穿盔甲。結果肉搏戰對他們是非常不利，一旦弓騎手被拋下馬，只有待宰的命運。
但是對於馬上行國的遊牧民族來說，要被打下馬幾乎是不可能的事情，所以匈奴與蒙古等游牧民族才能橫行歐亞多時，唯一與之抗衡的方法便是打長期消耗戰，農業民族可憑著優渥的經濟能力與人口優勢將窮困人少的游牧民族消耗殆盡。

## 影響
草原弓騎手影響了羅馬軍的傳統戰術。羅馬軍一向以步兵為主力部隊，薩爾馬提亞人在公元前1世紀末，首次入侵羅馬帝國，讓羅馬人見識弓騎手的戰鬥力。羅克索蘭尼人讓羅馬人認識輔助弓騎手作戰的重裝騎兵。公元2世紀期間，羅馬皇帝哈德良對羅馬軍做了一個革命性的突破，他成立了首支羅馬騎兵部隊——重裝騎兵部隊。 
除此以外，草原弓騎手向哥德人輸入了騎兵。公元3世紀期間，哥德人南遷定居於奧比亞。之後哥德人趕走東面的阿蘭人，一部份亞蘭人留下來，向哥德人傳授騎兵戰術。哥德人學以致用，於公元378年在阿德里安堡戰役大敗羅馬軍。

### Osprey series
- Nicolle,David Attila and the nomad hordes. Osprey Pub Co (1990) ISBN 9780850459968
- Karasulas, Antony.Mounted archers of the Steppe,600 BC-AD 1300.Osprey Pub Co (2004) ISBN 9781841768090
- Brzezinski,Richard The Sarmatians,600 BC-AD 450.Osprey Pub Co (2002) ISBN 9781841764856
- Wilcox,Peter Rome's enemies 1 .Osprey Pub Co (1982) ISBN 9780850454734
- Nicolle,David The Age of Charlemagne: Warfare in Western Europe 750-1000 AD .Osprey Pub Co (1984) ISBN 9780850450422
- Grousset,Rene The empire of the steppes: a history of central Asia. Rutgers Univ Pr (1970)ISBN 0-8135-1304-9
- Anglim, Simon (EDT)/ Jestice, Phyllis G./ Anglim, Simon  Fighting techniques of the Ancient World 3000BC - AD500. St Martins Pr (2003) ISBN 0312309325
- Theodore Ayrault Dodge. Alexander : a history of the origin and growth of the art of war from the earliest times to the Battle of Ipsus, 301 BC, with a detailed account of the campaigns of the Great Macedonian..Da Capo Press (1996) ISBN 0306806908 .

書名：History of war / [editor, Ian Drury].

版本：Pbk. ed.

出版者：London : Times Books, 2003.  
書名：Warriors of the Steppe : a military history of Central Asia, 500 B.C. to 1700 A.D. / by Erik Hildinger.  

出版者：New York : Sarpedon, 1997.
書名：A history of the art of war in the Middle Ages / Charles Oman.

出版者：London ; Greenhill Books ; Mechanicsburg, PA, USA : Stackpole Books, 1998.  
書名：'The Inner Asian Warriors', Journal of the American Oriental Society CI (1980) pp. 133-144 / D. Sinor
書名：The great armies of antiquity / Richard A. Gabriel.

出版者：Westport, Conn. : Praeger, 2002.  
書名：Oriental armour [by] H. Russell Robinson.  

出版者：London, Jenkins, [1967] 
書名：武器屋 = The house of weapons / Trust In Fantasy編輯部作;趙佳譯.  

出版者：台北：奇幻基地, 2004.
書名：The nature of horses : their evolution, intelligence and behaviour / Stephen Budiansky.  

出版者：London : Phoenix Illustrated, 1998.